# Markada (nahija)
Nahija Markada je nahija u okrugu Al-Hasakah, u sirijskoj pokrajini Al-Hasakah. Po popisu iz 2004. (prije rata), nahija je imala 34.745 stanovnika. Administrativno sjedište je u naselju Markada.